# Decreto legislativo 19 agosto 2005, n. 192
Il decreto legislativo n. 192 del 19 agosto 2005 consiste nell'attuazione della direttiva dell'Unione europea 2018/844/UE (che modifica la direttiva 2010/31/UE sulla prestazione energetica nell'edilizia e la direttiva 2012/27/UE sull'efficienza energetica, della direttiva 2010/31/UE, sulla prestazione energetica nell'edilizia) e nell'attuazione della direttiva della Comunità europea 2002/91/CE relativa al rendimento energetico nell'edilizia.

## Contenuti
Il decreto stabilisce i criteri, le condizioni e le modalità per migliorare le prestazioni energetiche degli edifici al fine di favorire lo sviluppo, la valorizzazione e l'integrazione delle fonti rinnovabili e la diversificazione energetica, contribuire a conseguire gli obiettivi nazionali di limitazione delle emissioni di gas a effetto serra posti dal protocollo di Kyoto, promuovere la competitività dei comparti più avanzati attraverso lo sviluppo tecnologico.
In relazione agli specifici ambiti di applicazione descritti dalla legge, introduce l'obbligo alla predisposizione dell'Attestato di prestazione energetica dell'edificio, documento redatto nel rispetto delle norme contenute nel decreto e rilasciato da esperti qualificati e indipendenti che attesta la prestazione energetica di un edificio attraverso l'utilizzo di specifici descrittori e fornisce raccomandazioni per il miglioramento dell'efficienza energetica.

## Modifiche
- Il comma 3 dell'art. 18 del DLgs 63/2013 sostituisce il termine "attestato di certificazione energetica" con "attestato di prestazione energetica".[2]